# مارينو مارتن
مارينو مارتن (بالإيطالية: Marino Girolami)‏ (و. 1914 – 1994 م) هو مخرج أفلام، وكاتب سيناريو، ومنتج أفلام، ومونتير، وممثل أفلام، وملاكم من إيطاليا، ومملكة إيطاليا، ولد في روما، توفي في روما، عن عمر يناهز 80 عاماً.

## وصلات خارجية
- مارينو مارتن على موقع IMDb (الإنجليزية)
- مارينو مارتن على موقع ألو سيني (الفرنسية)
- مارينو مارتن على موقع أول موفي (الإنجليزية)
- مارينو مارتن على موقع قاعدة بيانات الأفلام السويدية (السويدية)
- مارينو مارتن على موقع قاعدة بيانات الفيلم (الإنجليزية)
- مارينو مارتن على موقع كينوبويسك (الروسية)